# Plutodes triangularis
Plutodes triangularis är en fjärilsart som beskrevs av W. Warren 1893. Plutodes triangularis ingår i släktet Plutodes och familjen mätare. Inga underarter finns listade i Catalogue of Life.